# Aracruz
Aracruz város Brazíliában, Espírito Santo államban. Lakosainak száma 94 765 fő (2022). Aracruz Fundão, Ibiraçu, João Neiva és Linhares községekkel határos.

## Népesség
A település népességének változása:
| Lakosok száma | 64 637 | 81 832 | 103 101 | 94 765 |
|               | 2000   | 2010   | 2020    | 2022   |